# Parcul Național Taï
Parcul Naṭional Taï este un parc național în Coasta de Fildeș conținând unul dintre ultimele areale de pădure tropicală virgină din Africa de Vest. A fost înregistrată drept Patrimoniu Mondial în 1982 datorită varietăṭii florei ṣi faunei - în particular pentru speciile pe cale de dispariție.
Parcul Naṭional Taï este la 100 km de Coasta de Fildeș, la graniṭa cu Liberia, între râurile Cavally și Sassandra. Acoperă o suprafață de 3,300 km², cu o zonă tampon de 200 km², până la 396 m.
Rezervaṭia Forestieră Taï a fost creată în 1926 ṣi promovată la statutul de Parc Național în 1972. A fost recunoscut drept Rezervație a biosferei UNESCO în 1978 și adăugat pe lista de Patrimonii Naturale Mondiale în anul 1982.
Cinci specii de mamifere din Parcul National Taï sunt pe lista speciilor pe cale de dispariṭie precum: Hipopotamul Pygmy, Maimuta Maslinie Colobus, Leoparzi, Cimpanzei ṣi Antilopa Jentink.
Pădurea Tai este un rezervor natural pentru virusul Ebola. Organizația Mondială a Sănătății ṣi-a exprimat îngrijorarea cu privire la apropierea de Aeroportul Internaṭional la Abidjan.